# Pirekua
La pirekua est un chant traditionnel tarasque rencontré aujourd'hui chez les P’urhépecha de l’État du Michoacán, au Mexique. Elle a été classée au patrimoine culturel immatériel de l'humanité de l'UNESCO le 16 novembre 2010.  
Les Fokloristas l'avaient fait connaitre en Amérique Latine avec  "Rosa de castilla". Elle a été remise à l'honneur par Lila Downs (Tirineni Tsitsiki). Internet a permis la diffusion de cette musique toujours très actuelle, très présente sur youtube, en association avec la reconnaissance de l'ethnie P'urhépecha.